# 지용주
지용주(池龍珠, 1948년 12월 19일~1985년 8월 25일)는 대한민국의 권투 선수이다. 1968년 하계 올림픽 라이트플라이급에서 은메달을 획득했다.

## 생애
강원도 원주에서 지세완과 이기순 부부의 차남으로 태어났다.
1968년 10월 28일 멕시코시티에서 열린 1968년 하계 올림픽 복싱 라이트플라이급 결승전에서 베네수엘라의 프란시스코 로드리게스에게 2-3으로 판정패하여 은메달을 획득했다. 
1976년에 현역에서 은퇴했고 1977년부터 모교에서 지도자 생활을 시작했다. 1979년 대한민국 국가대표 코치가 되었으나 같은 해에 선수단 집단 이탈 사건의 책임을 지고 사퇴했다.
1985년 8월 20일, 고향 원주에서 말다툼 중 칼에 찔려 5일 뒤 사망했다.

## 사후
1999년 원주체육공원에 지용주의 흉상이 건립되었다.